# 国家科学评论
《国家科学评论》创刊于2014年，是中国大陆基础科学类月刊，编辑部位于北京市。此刊物由中国科技出版传媒股份有限公司主办。
《国家科学评论》在2018年被中华人民共和国国家新闻出版广电总局新闻报刊司评为2017年全国“百强报刊”。